# Козівка (Козівська селищна громада)
Козі́вка — село в Україні, у Козівській селищній громаді Тернопільського району Тернопільської області. Розташоване на річці Коропець, на заході району. До 2020 - центр Козівківської сільради. До Козівки приєднано хутори Вірлів та Уланиха. 
Населення — 696 осіб (2001).

## Історія
На межі золото-пшеничного Поділля та Опілля, на шляху до містечка Козови розкинулось село Козівка. Важко пояснити назву села. Трохи світла на це питання кидає лише громадська печатка, на якій біля напису вигравіруваний мужчина веде чи тримає на шнурку козу. Народ передає, що колись на полях Козови та Козівки паслися череди кіз, тому й така назва. Є ще інша версія: назва села походить від старого козака, який тримав 3 кози і мав хату на полі в якій він жив. Така історія передається з покоління, у покоління, але точно сказати, що це правда неможливо. Село належить до новіших осель — перша писемна згадка початок XVl століття. Планом забудов, воно нагадує колесо оточене перстенем вулиць, у центрі — дерев'яна церква, до якої ведуть поперечні вулиці. Люди розповідають таку сміховинку: якийсь мандрівний, гончар заблудив у Козівці і розпитуючи дорогу сказав, що «Козівка -це велике село, має „п'ять“ церков і всі до себе подібні, а я їжджу і не можу з неї виїхати». А насправді село не велике. Налічує воно 200 дворів.
Річка пливла у північно-східному напрямку, творила ставок та мокляки. Гребля ставка з якої і до тепер дещо збереглось, стояла на межі полів Козівки і Козови. Коли ж греблю розкопали, вода із ставка випливла і село придбало родючі землі і торфовиська. На тому місці люди роками вирощували капусту; влітку росло її там безліч, а восени в село з'їздились люди із дальших громад і закуповували капусту на пні. Назви ґрунтів з тих часів розповідають про минуле: «За ставом, За болотом, За липою, Жидівська, Вопак, За окопом». На західній стороні села поля мають назву: «Кукурічок» — але ніхто ще цієї назви не пояснив, звідкіля могла б вона взятись…
На віддалі двох кілометрів на південь від села, проходить бита дорога як у нас говорили «гостинець» з Бережан через Козову до Тернополя. Своїми полями Козівка межує на заході з полями села Сенькова — Куропатницького, на півночі з лугами села Потік та з полями села Олесине, на північно-східній стороні з полями села Геленків, а від сходу — з полями містечка Козова.
1626 року внаслідок нападу татар село було повністю зруйноване.
Діяли «Просвіта» (від 1907), «Луг», «Союз українок», «Рідна школа» та інші українські товариства.
Взимку 1938 під час облоги сходин членів ОУН група з Козівки натрапила на засідку поліції поблизу села Сеньків (нині Тернопільського району).
12 червня 2020 року, відповідно до розпорядження Кабінету Міністрів України № 724-р «Про визначення адміністративних центрів та затвердження територій територіальних громад Тернопільської області» увійшло до складу Козівської селищної громади.
19 липня 2020 року, в результаті адміністративно-територіальної реформи та ліквідації Козівського району, село увійшло до складу Тернопільського району.

## Населення
За даними перепису населення 2001 року мовний склад населення села був таким:
| Мова       | Число ос. | Відсоток |
| ---------- | --------- | -------- |
| українська |           | 99,86    |
| російська  |           | 0,14     |

Місцева говірка належить до наддністрянського говору південно-західного наріччя української мови.

## Релігія
- церква Преображення Господнього (2006, УГКЦ).
- Також є стара дерев'яна церква 18 століття назвою Різдва Христового яку подарував граф Потоцький пану за те що він гарно керував своїм маєтком.

## Пам'ятки
У селі був пам'ятник про скасування панщини 1848 р. За наказом цей пам'ятник був знищенний в 1965 році.
У 1990 році на тому ж місці поставили новий пам'ятник.
Виготовив його житель нашого села В. С. Красновський.
У 1991 році на честь Незалежності України споруджено пам'ятник з фігурою Матері Божої, яка склавши руки, молиться за нашу Україну і її мучиників, які відстояли Українську державу.
Пам'ятник виготовив уродженець с. Козівка Красновський Володимир.
У 1996 році в селі насипали символічну могилу воякам УПА.
У 2008 році завдяки скульптору В. С. Красновському в селі є пам'ятник Тарасу Григоровичу Шевченку.
Скульптура Матері Божої
щойновиявлена пам'ятка монументального мистецтва. Розташована на розі вулиці Сонячна і Гиркало.
Робота самодіяльних майстрів (встановлена к. ХІХ поч. ХХ ст.).

## Соціальна сфера
клуб, бібліотека, ФАП.

## Галерея

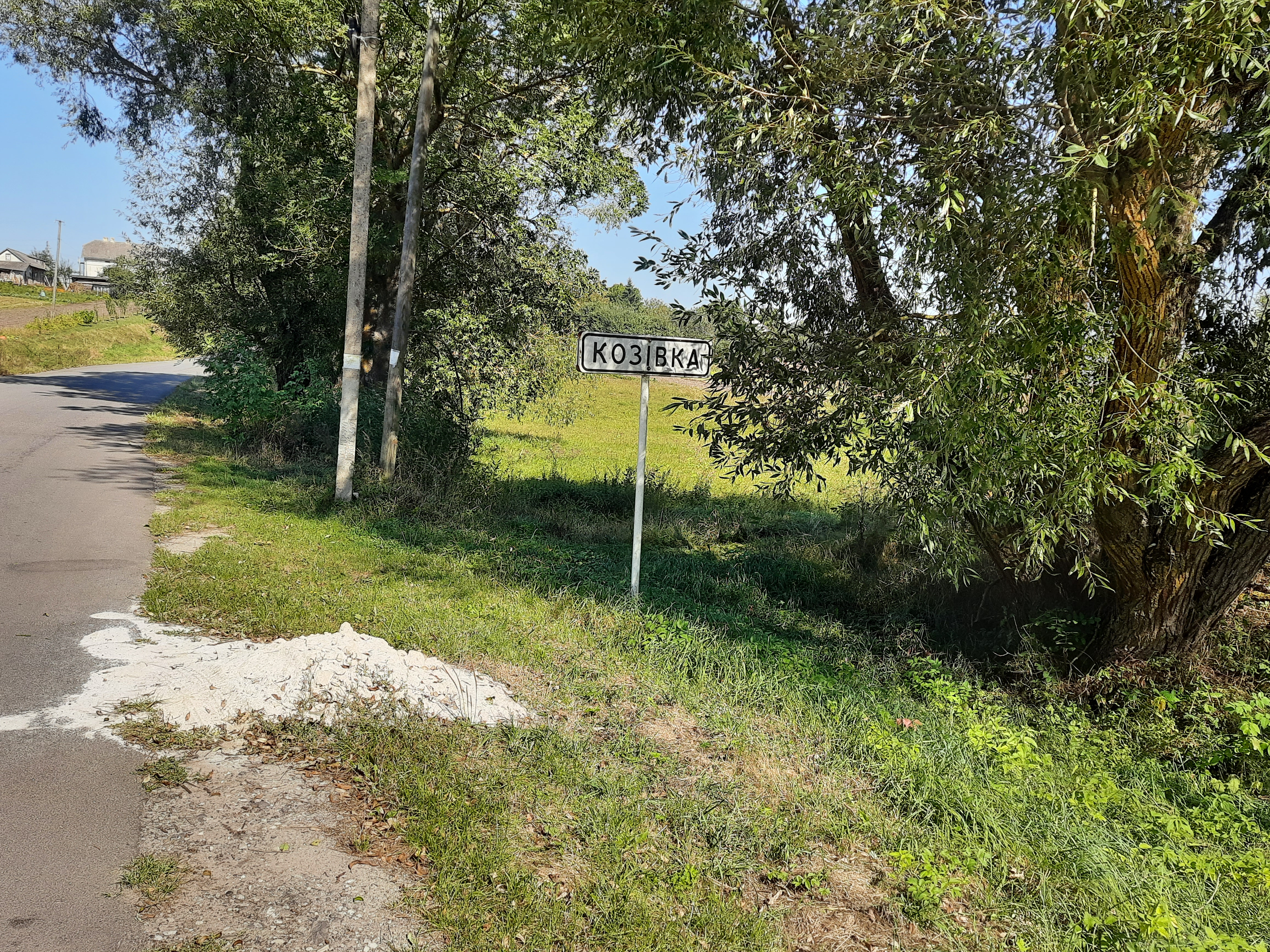
Дорожній знак при в'їзді в село
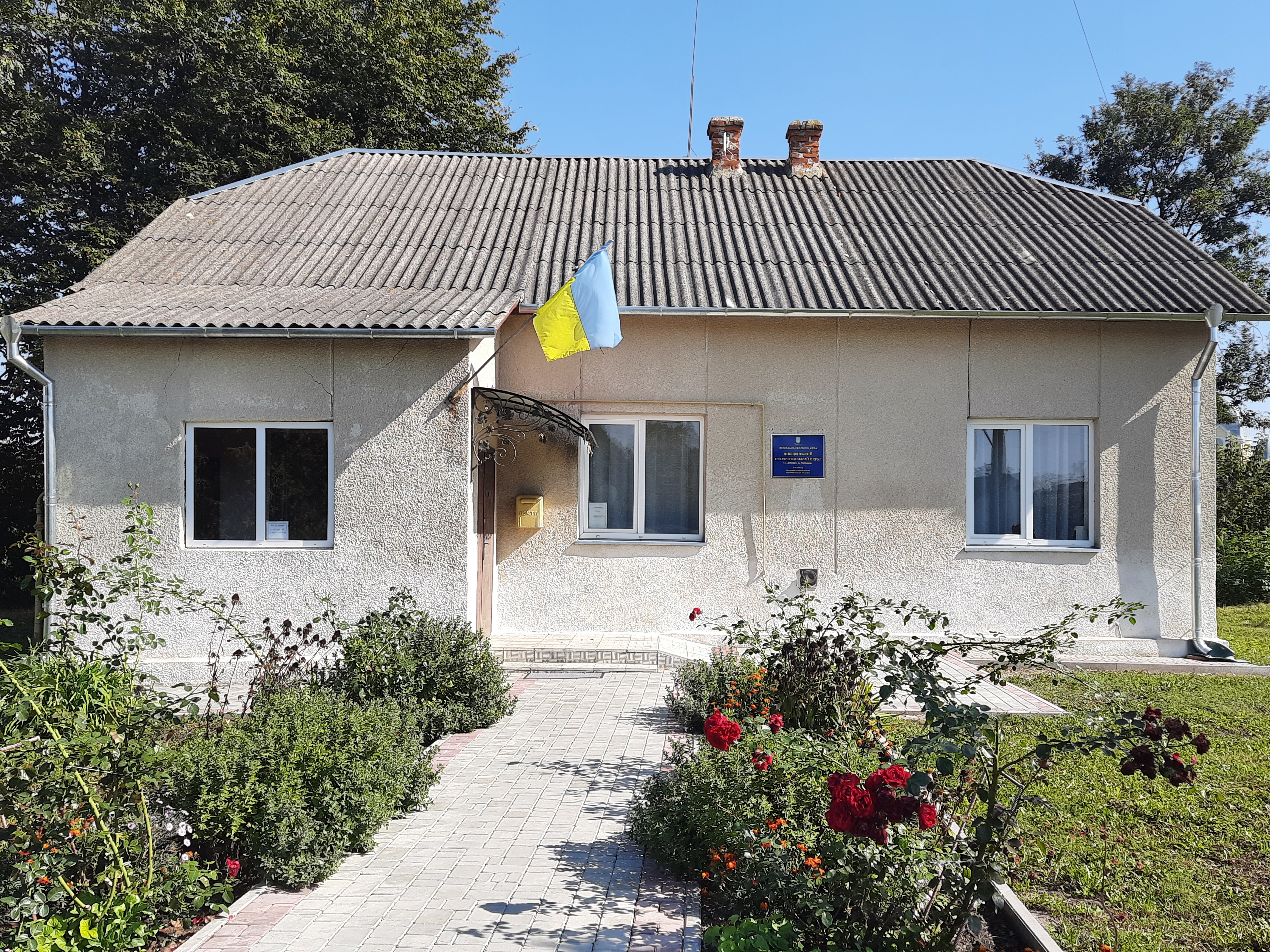
Старостат
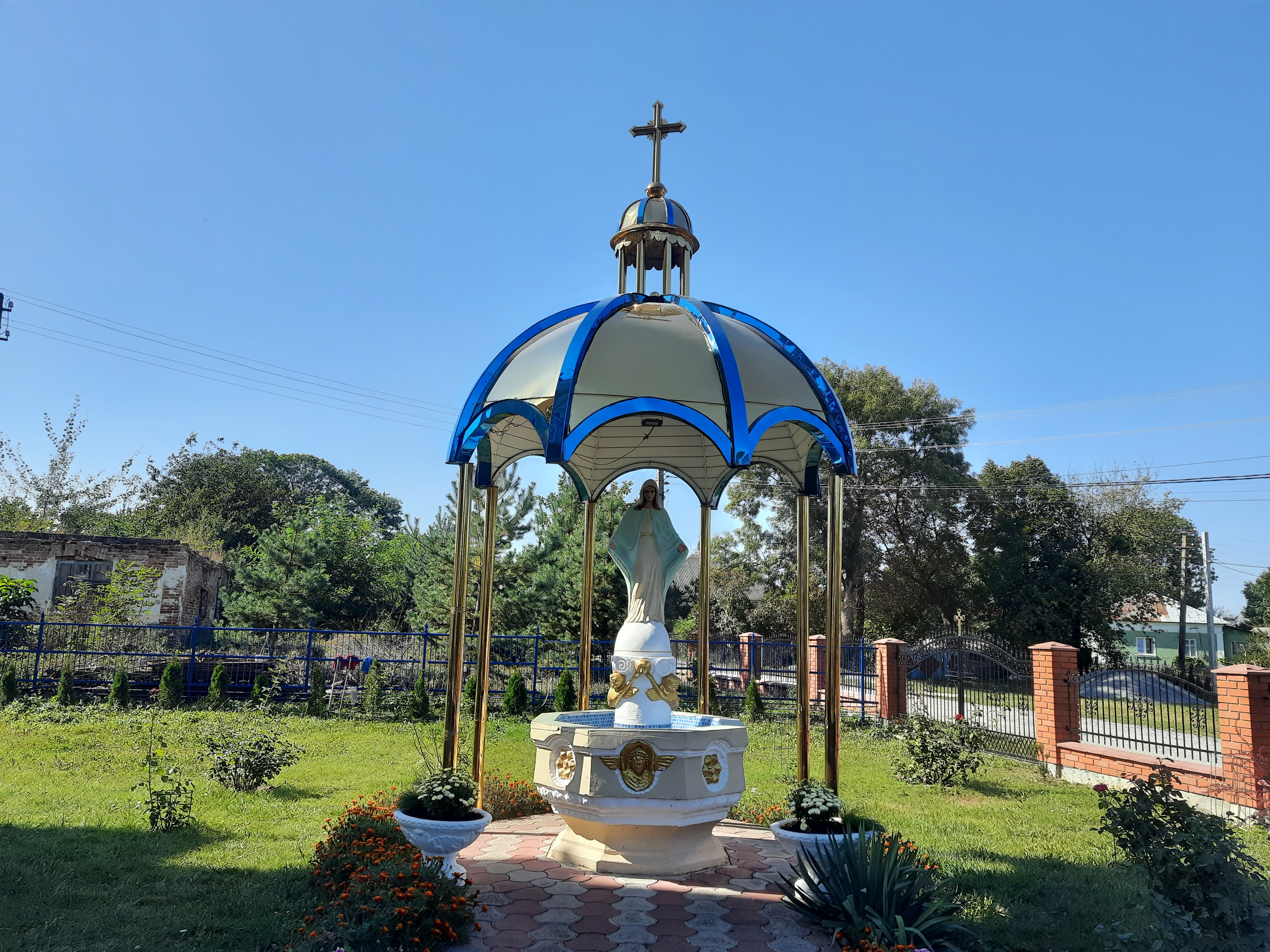
Статуя Божої Матері
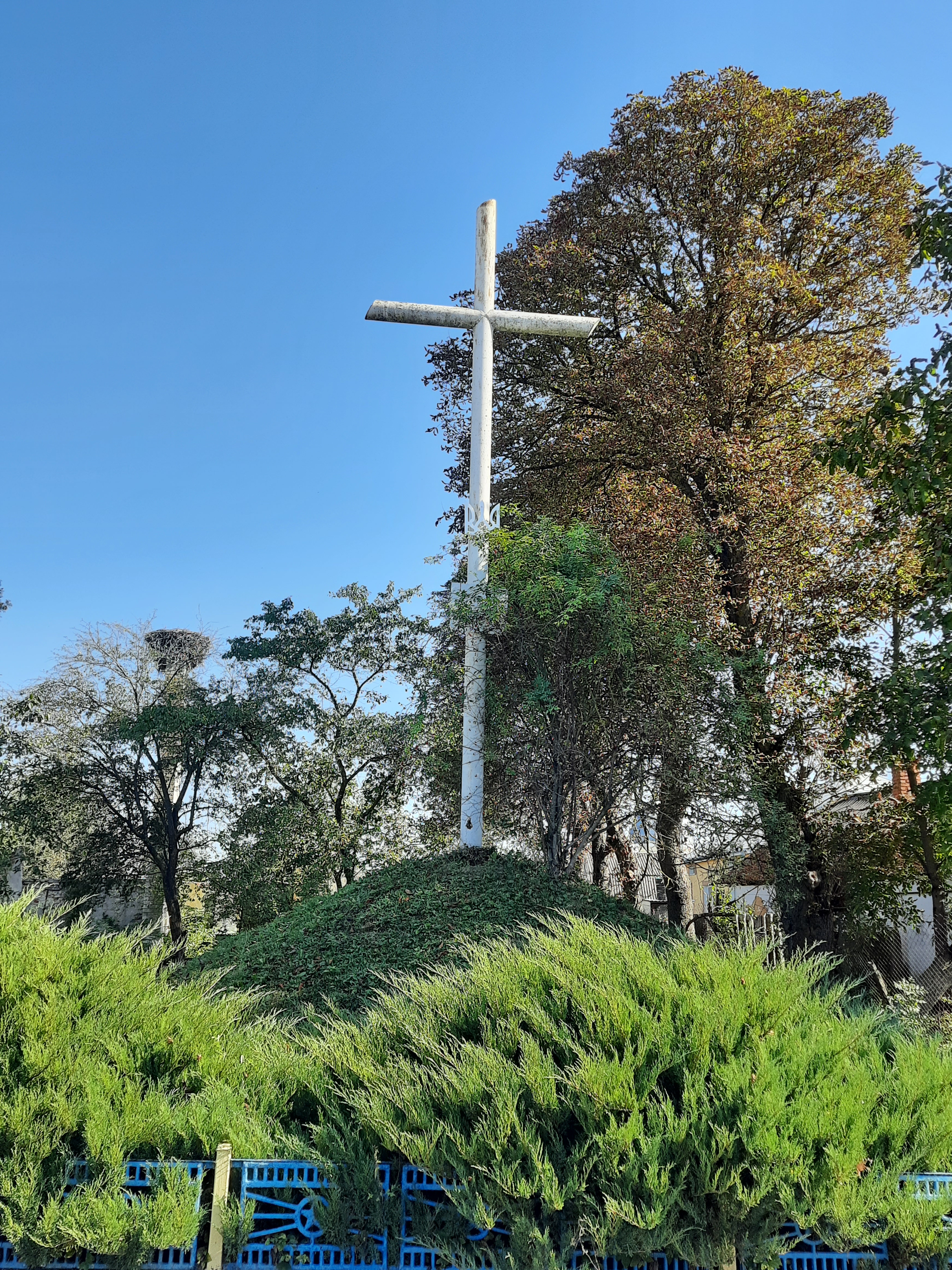
Символічна могила Борцям за волю України
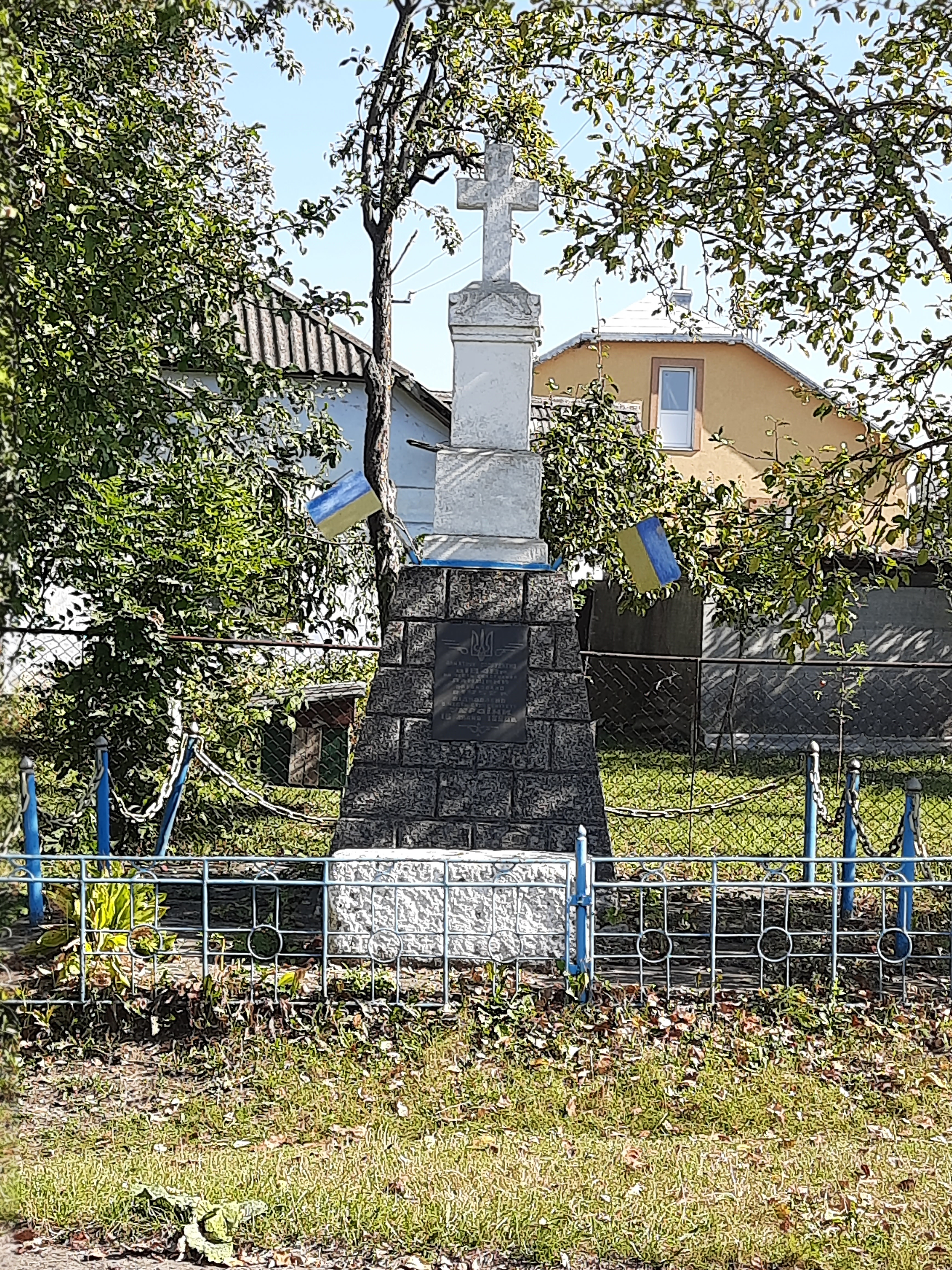
Пам'ятний хрест
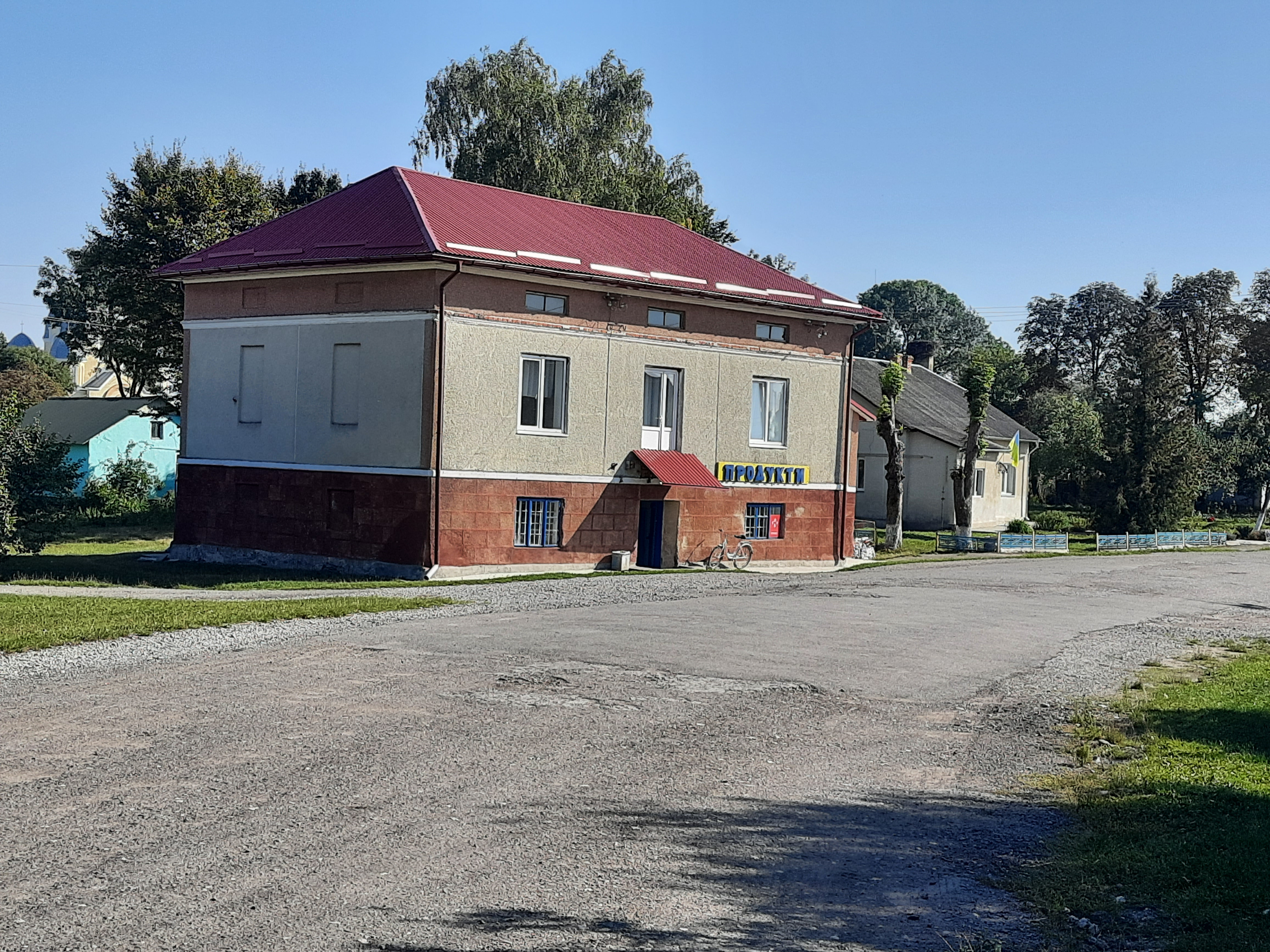
Крамниця
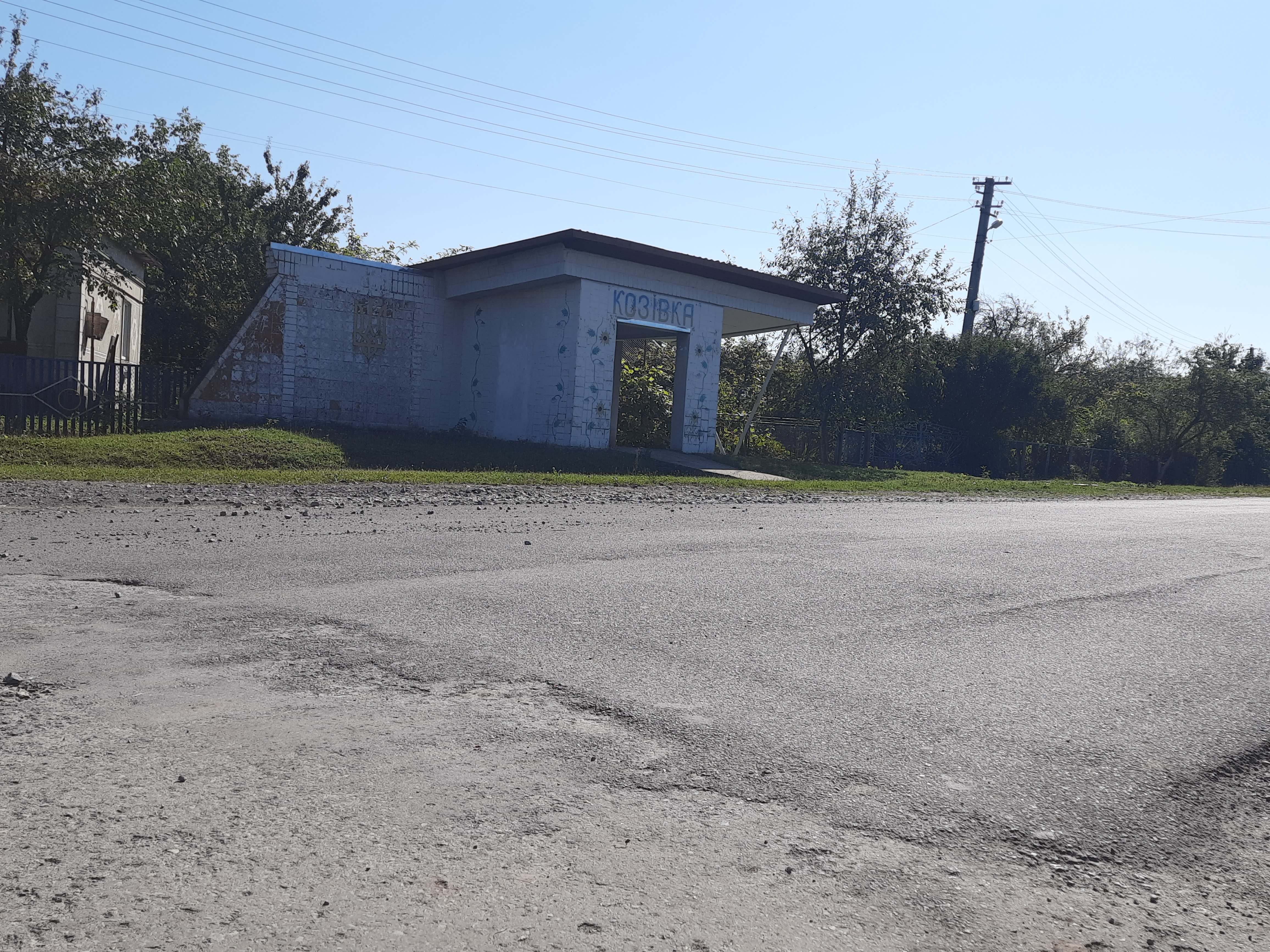
Автобусна зупинка